# Manuel Piar (paroisse civile)
Pour les articles homonymes, voir Piar.
Manuel Piar est l'une des cinq paroisses civiles de la municipalité de Casacoima dans l'État de Delta Amacuro au Venezuela. Sa capitale est El Triunfo.

## Géographie

### Démographie
Hormis sa capitale El Triunfo, la paroisse civile possède plusieurs localités :
- El Triunfo
- San Tomé de Guayana
- Los Castillos de Guayana

## Lieux d'intérêt
À Los Castillos de Guayana se trouvent les ruines de l'antique San Tomé de Guayana à l'ouest, et deux châteaux, ou castillos en espagnol, le castillo de San Francisco de Asís et le castillo de San Diego de Alcalá.

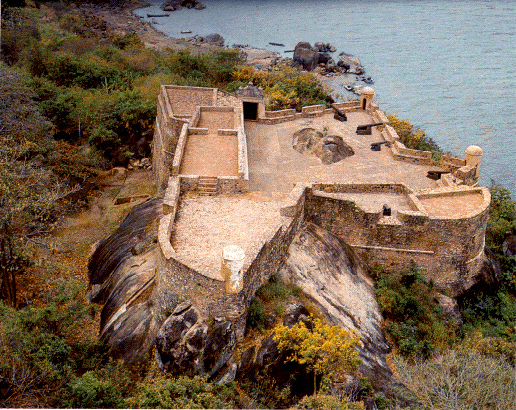
Le castillo de San Francisco de Asís.
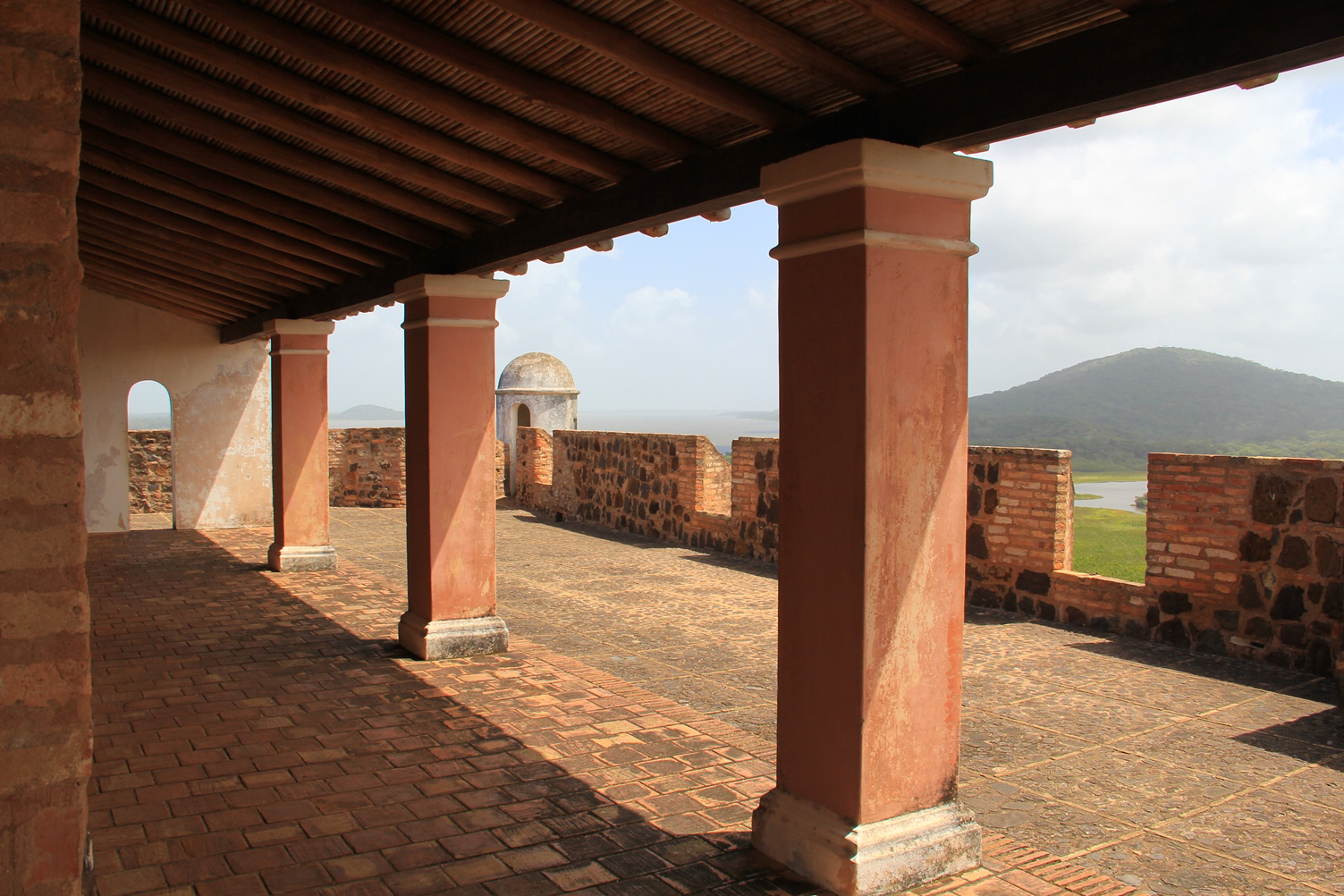
Le castillo de San Diego de Alcalá.